# 해인중학교
해인중학교(海印中學校)는 대한민국 경상남도 합천군 가야면 황산리에 있는 사립 중학교이다.

## 학교 연혁
- 1951년 10월 10일 : 중동중학교 해인분교 개교
- 1954년 12월 23일 : 해인중학교로 교명 변경
- 2007년 10월 9일 : 정무현 이사장 취임
- 2009년 8월 4일 : 교과부 농어촌 전원학교 선정
- 2011년 10월 15일 : 연목관 준공
- 2011년 12월 30일 : 농어촌 전원학교 B형 선정
- 2014년 7월 31일 : 농어촌 거점별 우수중학교 선정
- 2025년 1월 10일 : 제74회 졸업식 (졸업생 23명) 총 졸업생 8,379명
- 2025년 3월 1일 : 제16대 이호재 교장 취임
- 2025년 3월 4일 : 입학식

## 참고 자료
- 해인중학교 - 한국교육학술정보원 학교알리미